# Gerhard Hildebrand
Gerhard Hildebrand (* 1877) war ein deutscher Publizist und ab 1903 Mitglied der SPD.
Hildebrands Hauptwerk war das 1910 erschienene Buch Die Erschütterung der Industrieherrschaft und des Industriesozialismus, in dem er unter anderem bezweifelte, dass eine Volkswirtschaft vollständig vergesellschaftet werden sollte, die Bedeutung der landwirtschaftlichen Produktion betonte und den Erwerb von Kolonien befürwortete. Da dies dem strikt sozialistischen und antiimperialistischen Kurs der SPD zuwiderlief, wurde er am 16. September 1912 auf dem Parteitag in Chemnitz wegen groben Verstoßes gegen die Grundsätze des Parteiprogramms aus der Partei ausgeschlossen. Zu seinen Verteidigern gehörten unter anderem Eduard Bernstein und Wolfgang Heine. Hildebrand betonte, trotz des Ausschlusses Sozialdemokrat zu bleiben und vertrat weiterhin seine Positionen publizistisch.

## Werke
Monografien
- Die Erschütterung der Industrieherrschaft und des Industriesozialismus. Fischer, Jena 1910.
- Sozialistische Auslandspolitik: Betrachtungen über die weltpolitische Lage anlässlich des Marokko-Streites. Diederichs, Jena 1911. (Online)
- Die Befreiung des Arbeiters und der Arbeit. Berlin 1920.

Aufsätze
- Was ist Kolonisation? In: Sozialistische Monatshefte. 13 = 15(1909), Heft 1, S. 31–36.
- Vorfragen der Kolonisation. In: Sozialistische Monatshefte. 13 = 15(1909), Heft 6, S. 352–356.
- Weltpolitische Bilanz. In: Sozialistische Monatshefte. 13 = 15(1909), Heft 11, S. [683] - 688
- Koloniale Vergleiche. In: Sozialistische Monatshefte. 13 = 15(1909), Heft 15, S. 949–954.
- Das tropische Afrika in der Weltwirtschaft. In: Sozialistische Monatshefte. 13 = 15(1909), Heft 21, S. 1358–1364.
- Weisse Siedelung in Tropenländern. In: Sozialistische Monatshefte. 14 = 16(1910), Heft 3, S. 162–168.
- Kolonisation und Kultur. In: Sozialistische Monatshefte. 14 = 16(1910), Heft 5, S. 293–302.
- Australasiatische Rätsel. In: Sozialistische Monatshefte. 14 = 16(1910), Heft 9, S. 555–564.
- Die Baumwollfrage. In: Sozialistische Monatshefte. 14 = 16(1910), Heft 10, S. 627–635.
- Afrikanische Baumwolle. In: Sozialistische Monatshefte. 14 = 16(1910), Heft 12, S. 742–750.
- Die Abänderung von Parteitagsbeschlüssen. In: Sozialistische Monatshefte. 14 = 16(1910), Heft 19/20, S. 1238–1244.
- Die Entwickelung Persiens und das Interesse der deutschen Arbeiterklasse. In: Sozialistische Monatshefte. 14 = 16(1910), Heft 23, S. [1473] - 1478
- Die Weiterentwickelung der deutschen Einfuhr und ihre Bedeutung. In: Sozialistische Monatshefte. 15 = 17(1911), Heft 1, S. 28–33.
- Der Aufschwung der russischen Industrie. In: Sozialistische Monatshefte. 15 = 17(1911), Heft 2, S. 106–114.
- Was bedeutet das kanadisch-nordamerikanische Handelsabkommen? In: Sozialistische Monatshefte. 15 = 17(1911), Heft 4, S. 232–240.
- Zwischen Amerika und England. In: Sozialistische Monatshefte. 15 = 17(1911), Heft 6, S. 372–381.
- Sozialismus, sittliches Bewusstsein und Religion. In: Sozialistische Monatshefte. 15 = 17(1911), Heft 10, S. 627–636.
- Die britische Reichskonferenz. In: Sozialistische Monatshefte. 15 = 17(1911), Heft 13, S. 832–841.
- Die deutschen Interessen im Ausland. In: Sozialistische Monatshefte. 15 = 17(1911), Heft 18/20, S. 1218–1225.
- Wegen groben Verstosses gegen die Grundsätze des Parteiprogramms. In: Sozialistische Monatshefte. 16 = 18(1912), Heft 9, S. [523] - 531
- Die Entfaltung der Produktivkräfte als Angelpunkt sozialdemokratischer Politik. In: Sozialistische Monatshefte. 16 = 18(1912), Heft 11, S. 661–675.
- Warum ich Sozialdemokrat bin und bleibe. In: Sozialistische Monatshefte. 16 = 18(1912), Heft 21, S. 1282–1289.